# Lepidium armoracia
Lepidium armoracia là một loài thực vật có hoa trong họ Cải. Loài này được Fisch. & C.A. Mey. mô tả khoa học đầu tiên năm 1843.